# Artistic License
Artistic License（アーティスティック・ライセンス）は、Perlの開発者であるラリー・ウォールが作成したオープンソースのライセンスの一種である。主にPerlやParrotで採用されている。
GNU General Public License (GPL) に近いライセンスであるが、ユーザが修正して再配布する場合に原版と同名を名乗ることを禁止している点が異なる。Artistic Licenseというネーミングは文学の "Poetic License"（詩的許容。"Artistic license"というそのものの英語句もあり）を捩っている。
フリーソフトウェア財団 (FSF) は、当初このライセンスを「曖昧過ぎる。いくつかの部分は利益を気にし過ぎており、また意味が明瞭でない」として非難した。また彼らは、PerlプロジェクトにはALとGPLのデュアルライセンスを用いるよう開発者に勧めていた。
これに対する返答として、後にFSFで勤務することになるブラッドリー・クーンはライセンスを書き直し、意味の不明瞭な部分を修正した。このドラフトは "Clarified Artistic License"（明確化されたアーティスティック・ライセンス）として公開され、FSFによって承認された。このライセンス下で公開されているソフトウェアにはSNEeSeやFakeNES等のエミュレータ、Paros ProxyやNcFTPがある。
Perl 6に対するArtistic Licenseのあり方を見直すことを目的としたRequest for commentsに対する作業の結果、Perlコミュニティにおける議論を通して、このドラフトはロベルタ・カーニー (Roberta Cairney) とアリソン・ランダルにより可読性と法的明確性を確保するために大幅に書き直された。これはArtistic License 2.0として公開され、フリーかつオープンなライセンスとして認証されている。